# 9838 Фальц-Фейн
9838 Фальц-Фейн  (9838 Falz-Fein) — астероїд головного поясу, відкритий 4 вересня 1987 року Людмилою Василівною Журавльовою в Кримській астрофізичній обсерваторії.
Названий на честь барона Едуарда Олександровича фон Фальц-Фейна (нар. 1912 р.).
Тіссеранів параметр щодо Юпітера — 3,245.